# ACC Trophy
ACC Trophy é uma competição de one-day cricket da Ásia, organizada pelo Asian Cricket Council. Seu maior campeão é a seleção de cricket dos Emirados Árabes Unidos, com quatro títulos. O evento possuía uma divisão até a edição de 2006, a partir da edição de 2008, a competição foi dividida em duas com a ACC Trophy Elite e o ACC Trophy Challenge sendo a primeira e a segunda divisão respectivamente. Após os dois eventos ocorrerem no ano de 2012, foi adicionada uma divisão chamada ACC Premier League que ficou sendo a principal enquanto as duas anteriores ficaram, na mesma hierarquia de antes, sendo as divisões menores.

## Campeões
| Edição | Sede                   | Campeão                | Fonte(s) |
| ------ | ---------------------- | ---------------------- | -------- |
| 1996   | Malásia                | Bangladesh             | [ 3 ]    |
| 1998   | Nepal                  | Bangladesh             | [ 4 ]    |
| 2000   | Emirados Árabes Unidos | Emirados Árabes Unidos | [ 5 ]    |
| 2002   | Singapura              | Emirados Árabes Unidos | [ 6 ]    |
| 2004   | Malásia                | Emirados Árabes Unidos | [ 7 ]    |
| 2006   | Malásia                | Emirados Árabes Unidos | [ 8 ]    |